# Oharewicze Nowe
Oharewicze Nowe (biał. Новыя Агарэвічы; ros. Новые Огаревичи) – wieś na Białorusi, w obwodzie brzeskim, w rejonie hancewickim, w sielsowiecie Oharewicze.
W dwudziestoleciu międzywojennym leżały w Polsce, w województwie poleskim, w powiecie łuninieckim, gminie Kruhowicze.